# Ayr RFC
El Ayr Rugby Football Club es un equipo de rugby de Escocia con sede en la ciudad de Ayr.

## Historia
Fue fundada en 1897, siendo aceptado como club oficial por la federación de Escocia cerca de 1950 desde esa fecha participa en los campeonatos no oficiales de Escocia, luego el club fue transitando por las divisiones menores del sistema de ligas de Escocia hasta el año 2003 en el cual asciende a la Premiership.
Desde el año 2003 hasta 2019 su principal equipo participó en la Premiership en el cual logró cuatro campeonatos, consolidándose como el cuarto equipo con más coronaciones,
Desde 2019 hasta 2024 su primer equipo compitió en el Súper Series con la denominación de Ayrshire Bulls, torneo que finalmente fue eliminado por la federación de Escocia, regresando el primer equipo al sistema de ligas de Escocia.

## Palmarés
- Súper Series (1): 2021-22

- Súper Series Sprint (2): 2023, 2024

- Premiership (5): 2008–09, 2012–13, 2016–17, 2018–19, 2024–25

- Copa de Escocia (4): 2009–10, 2010–11, 2012–13, 2018-19